# Erik Tengborg
Erik Arvid Tengborg, född 9 september 1926 i Fredrika församling, Västerbottens län, död 20 november 1982 i Lunds Allhelgonaförsamling, Lund, var en svensk ingenjör och lantmätare. Han var gift med Gabi Citron-Tengborg (1930–2009).
Efter studentexamen i Stockholm 1946 utexaminerades Tengborg från Kungliga Tekniska högskolan 1951. Han blev lantmätare vid Lantmäteriets distriktsorganisation 1951, souschef vid Vattenfallsverkets lantmäteriavdelning 1955, biträdande stadsingenjör i Karlskoga 1960, konsulterande ingenjör vid Allmänna ingenjörsbyrån i Stockholm 1963 och var stadsingenjör i Lund från 1964. Han var även lärare i fotogrammetri vid Lunds tekniska högskola. Tillsammans med Bertil Ejder skrev han Kommunal namngivning och namnvård (i "Sydsvenska ortnamnssällskapets årsskrift", 1979). Tengborg var medlem av Svenska sällskapet för fotogrammetri och Svenska kommunaltekniska föreningen. Han är begravd på Norra kyrkogården i Lund.